# Yutaro Takahashi
Yutaro Takahashi (født 3. oktober 1987) er en japansk tidligere professionel fodboldspiller.
Han har spillet for flere forskellige klubber i sin karriere, herunder Vissel Kobe, Cerezo Osaka, Roasso Kumamoto og V-Varen Nagasaki.